# Norma pessoal hipotética
Norma pessoal hipotética é uma expressão do Direito. Refere-se à situação em que o julgador vê-se diante de um caso para o qual não há normatização ou há dúvida sobre a lei aplicável. Na ausência de normas, por força da inafastabilidade da jurisdição (art. 5º, XXV, CF), o julgador imagina como seria a norma caso existisse.
É um conceito sem precedentes de pesquisa, mas usado no método rebeliano de avaliação.